# IC 565
IC 565 је спирална галаксија у сазвјежђу Лав која се налази на листи објеката дубоког неба у Индекс каталогу.
Деклинација објекта је + 15° 51' 5" а ректасцензија 9h 47m 50,3s. Привидна величина (магнитуда) објекта IC 565 износи 14,4 а фотографска магнитуда 15,1. IC 565 је још познат и под ознакама UGC 5248, MCG 3-25-28, CGCG 92-52, FGC 945, PGC 28159.